# UFC Fight Night: Cyborg vs. Lansberg
UFC Fight Night: Cyborg vs Lansberg (também conhecido como UFC Fight Night: 95)  foi um evento de artes marciais mistas promovido pelo Ultimate Fighting Championship ocorrido 24 de setembro de 2016, no Ginásio Nilson Nelson, em Brasília, Distrito Federal, no Brasil.

## Background
O evento em Brasília será o segundo que a organização já hospedou no estado da capital brasileira, com o primeiro sendo o UFC Fight Night: Pezão vs. Arlovski II, em setembro de 2014.
O evento está previsto para ser encabeçado por uma luta em peso casado (140 lbs) entre a ex-Campeã Peso Pena Feminino do Strikeforce e atual Campeã Peso Pena do Invicta FC, Cristiane Justino (comumente referida como Cris Cyborg), e a recém-chegada na promoção, Lina Lansberg.
Em 13 de agosto, o card sofreu várias alterações devido a lesões: Brandon Thatch e Shinsho Anzai foram retirados de suas respectivas lutas contra Erick Silva e Luan Chagas. Silva e Chagas agora enfrentarão um ao outro. Renato Carneiro e Joaquim Silva também foram removidos de suas respectivas lutas contra Mike De La Torre e Gregor Gillespie. Seus substitutos foram Godofredo Pepey e o vencedor do The Ultimate Fighter: Brasil 3, Glaico França, respectivamente.
No momento da pesagem, Michel Prazeres não bateu o peso, ultrapassando duas libras (0,9 kg), chegando a 158 libras (71,6 kg). Como resultado, ele foi multado em 20% de sua bolsa na luta, que foi para Gilbert Burns.

## Card Oficial
Nota 1 Peso Casado (63,5 kg).

## Bônus da Noite
- Luta da Noite:  Erick Silva vs.  Luan Chagas
- Performance da Noite:   Vicente Luque e  Eric Spicely